# Не убивай его
«Не убивай его» — американский комедийный фильм ужасов 2016 года, снятый режиссёром Майком Мендесем и сценаристами Дэном Берком и Робертом Олсеном. Главную роль исполнил Дольф Лундгрен. В фильме также снимались Кристина Клебе, Тони Бентли, Джеймс Чалк и Майлз Долак.
Мендез был назначен режиссёром за четыре года. Первоначально действие проходило на Аляске, после одобрения сценарий был изменён, и съёмки были перенесены в Миссисипи из-за финансовых проблем. Бюджет составил менее 1 миллиона долларов, из которых 15 000 долларов были собраны через краудфандинговый сайт Indiegogo. Лундгрен был отобран за 9-10 месяцев до начала съёмок, в то время как Клебе был уве́домлен всего за одну-две недели.
После того, как съёмки дважды откладывались, они начались во время рождественских праздников 2015 года в Лексингтоне, штат Миссисипи. Съемки завершились после 17 дней съёмок, и премьера фильма состоялась 27 августа 2016 года на международном кинофестивале в жанрах триллер, хоррор и мистические фильмы Fantasy Filmfest в Гамбурге, Германия. Затем последовала североамериканская премьера 26 сентября 2016 года на фестивале Fantastic Fest в Остине, штат Техас. Закрытый показ в кинотеатрах состоялся 3 марта 2017 года в AMC Theaters. Фильм получил в основном положительные отзывы. Ноэль Мюррей из «Los Angeles Times» охарактеризовал «Не убивай его» как один из «самых интересных фильмов Лундгрена за последние годы».

## Сюжет
В тихом городке в Миссисипи появляется древний демон, который вселяется в человека и убивает всех подряд. Затем демон переселяется в человека, который убил его. За дело берутся опытный охотник на демонов (Лундгрен) и агент ФБР (Клебе).
Преследуя оленей во время охоты на юге Миссисипи, собака Габриэля обнаруживает и вскрывает небольшой необычный золотой контейнер. Когда Габриэль находит свою собаку, она ведёт себя странно, затем яростно нападает на него. Собака погибает от его выстрела в целях самообороны. Габриэль возвращается домой, демонстрируя такое же необычное поведение, глаза его приобретают чёрный оттенок. Габриэль убивает свою семью, проникает в соседний дом и начинает резню, прежде чем быть застреленным от рук соседа, Маркуса, чьи глаза так же окрашиваются в чёрный, Маркус завершает миссию Габриэля, убивает своих родных.
Несколько дней спустя охотник на демонов Джебедайя Вудли узнаёт об убийствах из радиосообщения и отправляется в маленький город в поисках ответов. В то же время агент ФБР Эвелин Пирс, выросшая в этом районе, получила задание расследовать дело на предмет возможных связей с внутренним терроризмом. Вудли отправляется в местный полицейский участок, чтобы выразить свою обеспокоенность. Однако Пирс вместе с Данэмом, начальником местной полиции, быстро отклоняет утверждения Вудли об активности демона и приказывает задержать его, полагая, что он психически болен. Пока Пирс намеревается взять показания у свидетельницы последней серии убийств, Вудли советует ей спросить о глазах убийцы. После допроса свидетеля перед глазами Пирс предстаёт картина событий, как Габриэль вошёл в дом очевидицы и убил её дочь, прежде чем был застрелен её мужем Маркусом. Затем Маркус убил их сына и попытался напасть на неё, прежде чем она сбежала. Пирс узнаёт, что глаза Маркуса тоже потемнели, прежде чем он впал в кровавую ярость; таким образом понимая, что Вудли на самом деле говорит правду.
Вернувшись в участок, Пирс и Данэм отпускают Вудли. В кафе поблизости Джебедайя объясняет им, что демон обладает телом того, кто убил его последнего хозяина. Далее он говорит, что единственный способ победить демона — это убить хозяина одновременно с собой; его собственный отец схватил демона, когда он был ребёнком, и отравился, прежде чем убить хозяина. Вудли держал захваченного демона десятилетиями, прежде чем он сбежал.
Накопив оружие и боеприпасы, расследование Вудли и Пирс приводит их в хижину в лесу. Вудли и Пирс по ошибке захватили пьяницу, живущего в ней, который рассказывает, как выстрелил демону в живот и что его друг Глен убил хозяина демона и сразу после инцидента убежал в лес. Вудли и Пирс продолжают отслеживать демона в лесу, что оканчивается тем, что Пирс подвергается нападению демона. Вместо того, чтобы убить её, демон проявляет интерес к Пирс и пытается заставить её убить Вудли, передавая ей ужасные видения апокалиптического будущего. Вудли пытается подчинить демона, но прежде чем он успевает это сделать, ему удаётся сбежать. Позже Пирс посещает свой старый дом с Вудли и говорит ему, что она утонула в садовом бассейне в детстве, но таинственным образом вернулась к жизни. В результате суеверные граждане преследовали её семью и изгоняли из города.
Данэм организует ночную встречу в ратуше, чтобы предупредить граждан об опасности. Во время речи Данема прерывает демон, который убивает собравшихся и быстро сменяет хозяев, прежде чем Вудли успевает добраться до него. Он убегает в ближайший дом, где манипулирует молодой девушкой, заставляя её убить своего хозяина; таким образом завладев девушкой. Данэм бежит из города, в то же время Вудли входит в церковь, где местный пастор Эриксон, который по-прежнему с подозрением относится к нему, обвиняет Вудли и Пирс в том, что они — зло и являются причиной беспорядков. Вудли наносит Эриксону удар, и уходит, чтобы присоединиться к Пирс.
Отец одержимой девушки, Эммет, встречает Вудли и Пирс в разгаре беззакония; убеждая обоих помочь ему. Вудли и Пирс едут в дом Эммета, где выясняется, что Эммет запер свою дочь в задней комнате. Вудли убеждает Эммета отравить себя и убить свою дочь, тем самым закончив путь демона, как и раньше. Однако ФБР, которое было тайно вызвано туда Пирс, штурмует дом, прежде чем Эммет успевает совершить убийство, и Эммет умирает зря; главный агент, Дикон Шеперд, арестовывает Вудли за отравление. Одержимая девушка убивает агентов ФБР, за исключением Шепарда, который смертельно ранит демона, прежде чем тот исчезает.
Убегая дальше в лес, хозяин демона в конце концов умирает и овладевает Шепардом. Демон снова побуждает Пирс убить его. Вудли рискует своей жизнью, чтобы успешно поймать демона, и готовится отравить себя, чтобы убить демона, как и его отец. Перед завершением ритуала Вудли и Пирс прерывает Эриксон, который выследил их с разъярённой толпой, убеждённый, что Вудли является демоном и захватил невинного человека. Эриксон нападает на Вудли, когда толпа освобождает Шепарда, который немедленно начинает убивать всех присутствующих. Эриксон убивает Шепарда и становится одержимым. Когда демон пытается убить Вудли, Пирс хватает жилет, покрытый гранатами, с трупа мертвого агента ФБР и выдёргивает чеку, затем убивает Эриксона. Когда демон захватывает Пирс, начинают происходить апокалиптические явления из её видений. Одержимая Пирс левитирует над землёй, но граната в её руке взрывается, убивая её вместе с демоном.
Некоторое время спустя Вудли показан на лодке посреди океана. Поймав дух демона во флягу, Вудли опускает её в воду. Флягу тут же поглощает белая акула, а это значит, что в ближайшем будущем события повторятся.

## В ролях
| Актёр          | Роль              |
| -------------- | ----------------- |
| Дольф Лундгрен | Джебедайя Вудли   |
| Райан Зверс    | молодой Джебедайя |
| Кристина Клебе | агент Эвелин Пирс |
| Тони Бентли    | шериф Данэм       |
| Джеймс Чалк    | пастор Эриксон    |
| Майлз Долеак   | Дикон Шепард      |
| Отис Уиллард   | Тоби Бронсон      |

| Актёр           | Роль          |
| --------------- | ------------- |
| Мишель Уэст     | Эмбер         |
| Тодд Фармер     | Маркус        |
| Доун Ферри      | Венди         |
| Томас Оуэн      | Джереми       |
| Билли Слотер    | агент Джексон |
| Аарон МакФерсон | Эммет         |
| Йо Бон          | агент Лаг     |

| Актёр                | Роль                        |
| -------------------- | --------------------------- |
| Роксанна Майклс      | Роуз                        |
| Майкл Аарон Миллиган | Фрэнк                       |
| Лаура Уорнер         | Юнис                        |
| Рэнди Остин          | Габриэль                    |
| Милорад Джомлия      | Глен Причард                |
| Сэм Фурман           | Дэнни                       |
| Тони Мессенджер      | Джебедайя Вудли постаревший |

## История создания

### Разработка
Майк Мендез был назначен режиссёром фильма за четыре года до начала съёмок (Мендез противоречил сам себе в интервью, поэтому точная продолжительность назначения не известна) во многом благодаря случайности. Продюсер Роберт Йокам показал сценарий Мендезу, познакомившись с его предыдущими работами в уверенности, что «неистовая энергия» Мендеза хорошо подойдёт для этого проекта. Действие сценария происходило на Аляске, и ощущался как «30 дней ночи» и «Фарго». Однако, когда фильму «Не убивай его» был дан зелёный свет, случилось следующее: «Отлично, мы снимаем в Миссисипи». Из-за малого бюджета Мендез знал, что они не будут «покрывать город снегом для видимости Аляски», поэтому ему пришлось очень быстро адаптироваться к имеющейся ситуации. Чтобы добавить «финальные штрихи», продюсер Скотт Мартин собрал более 15 000 долларов на съёмки через Indiegogo; его первоначальной целью было собрать 100 000 долларов при помощи краудфандинга.

### Кастинг

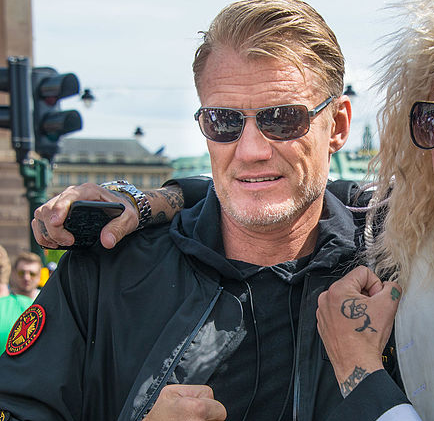
Дольф Лундгрен в 2015 году, примерный период, когда его отобрали на роль Джебедайи Вудли

Дольф Лундгрен получил главную роль Джебедайи Вудли, это стало его дебютом в жанре фильмов ужасов. О роли он узнал за 9-10 месяцев до начала съёмок фильма. Он репетировал разные страницы диалогов и монологов за короткий промежуток времени, в то время как кинопроизводство дважды откладывалось, что привело к тому, что становление персонажа происходило благодаря ему. О своем персонаже Лундгрен сказал: «Джебедая Вудли — один из тех парней, которых я вспоминаю, сидя в кресле-качалке. Играть его было весело».
Кристина Клебе сыграла агента ФБР Эвелин Пирс. Незадолго до Дня Благодарения и примерно за две недели до начала съемок Мендез позвонил ей и сказал, что пришлёт сценарий. Несмотря на работу с Мендезом над «Городом монстров» в 2015 году и «Последним ограблением» в следующем, Клебе всё же пришлось пройти кастинг, потому что они отобрали на роль несколько человек. Она не получила ответа вплоть до четырёх дней до съёмок. Задержка основывалась на неспособности прийти к общему согласию, а не из-за того, что она не подошла. О выступлении Клебе Лундгрен сказал: она «довольно прямолинейно играет своего персонажа», что в ретроспективе сработало «довольно хорошо» из-за «сумасшедшего и яркого» характера Вудли. Далее он добавил: «Кристине очень понравилась эта роль, поэтому она была очень покладиста и готова изучать её и усердно работать».
Райан Зверс и Тони Мессенджер изображают Джебедайю Вудли в разных возрастах. Объявление о кастинге от Morgan Casting было опубликовано в журнале «Backstage» в декабре 2015 года, и гонорар за обе роли был установлен по 100 долларов в день.

### Процесс съёмок
«На подготовку было 12 дней. В это время, я думаю, я спал по пять или шесть часов за ночь, если повезёт, потому был праздничный сезон, и мы должны были закончить съёмки к Рождеству»
Съёмочный период длился 17 дней в Лексингтоне, штат Миссисипи, во время рождественских праздников 2015 года. Мендез признался, что у них было 12 дней на подготовку, в течение которых ему «повезло» спать по пять или шесть часов за ночь. Администрация города, который первоначально был выбран для фильма, не дала разрешения на кинопроизводство, поэтому съёмочной группе пришлось сместиться «на 20 миль». СМИ ошибочно сообщали о съёмках в Кантоне, штат Миссисипи. Режиссёр утверждает, что город, использованный для фильма «Не убивай его», никогда раньше не снимали в кино, и добавил: «Это на самом деле один из самых бедных пригородов Америки, если честно». Муниципалитет и население были очень заинтересованы в кинопроизводстве и присутствии Дольфа Лундгрена в их населённом пункте. Более того, местные власти оказали помощь и предоставили съёмочной группе доступ к различным местам, включая местную церковь, а также «полицейские машины [для закрытия] улиц для съёмок».

## Релиз

### В кинотеатрах
«Archstone Distribution» приобрела права на распространение фильма по всему миру 27 мая 2015 года, когда было объявлено, что они начнут продажи на Каннском кинофестивале 2015 года. Мировая премьера «Не убивай его» состоялась 27 августа 2016 года на Фестивале фантастического кино в Гамбурге, Германия. За этим последовала премьера в Северной Америке 26 сентября 2016 года на Фестивале фантастического кино в Остине, штат Техас. 3 марта 2017 года фильм был выпущен в ограниченном прокате и был доступен по запросу.

### Кассовые сборы
AMC Theaters организовал показ «Не убивай его» в течение неопределенного времени, начиная с 3 марта 2017 года. Данные о кассовых сборах в США неизвестны, однако фильм собрал 8 196 долларов во время кинопроката в Объединённых Арабских Эмиратах 25 января 2018 года.

### Домашний медиа-релиз
4 апреля 2017 г. «Не убивай его» вышла для домашнего релиза в США на Blu-ray и DVD благодаря Archstone Distribution.

## Критика и отзывы

### Первая реакция
Судя по реакции публики на недавнем показе Fantastic Fest, я убежден, что «Не убивай его» в конечном итоге способен понравиться широкой публике.
Источники сообщают, что премьера фильма «Не убивай его» была встречена «восторженными» отзывами на многих крупных кинофестивалях по всему миру.
Ричард Уиттакер из «The Austin Chronicle» присутствовал на американской премьере в Остине, штат Техас. В положительном обзоре он описал «эту комедию ужасов [как] утробный смех». В отличие от других фильмов Лундгрена, «Не убивай его» «упивается своим сухим, но глупым чувством юмора, а не молчаливым убийцей, для которого он был создан». Лундгрен был тем компонентом, в котором Мендез «действительно нуждался», «совершенно» самосознанный, его «идеальная муза/контраст для его бренда живой глупой пародии на ужасы». Трейс Турман из «Bloody Disgusting» пришёл к такому же выводу, что и Уиттакер, заявив: есть «много иронии», в которой «Дольфу Лундгрену [даётся] шанс блеснуть». По его словам, «„Не убивай его“ играет выступает версией фильма категории B „Падший“, но без того уровня, который ему присущ, и это комплимент. Кто знал, что Лундгрен такой комик? В фильме были моменты, которые, должно было, были сымпровизированы, а на них так приятно смотреть». К сожалению, успех пришёл к фильму рано с перестрелкой в церкви. Сцена «настолько фантастически увлекательна, что ни одна последующая не может сравниться с ней». Вопреки этому Турман обратил взор на Клебе, заявив: «[она] годится для роли Пирс, но она увязла, играя Феликса Унгара с Лундгренским Оскаром Мэдисоном. Вудли необходим контраст, но Пирс занудно проводит первую половину фильма. Хочется, чтобы ей дали больше свободы действий».
Противоположное мнение выразил, Эри Дрю из «Dread Central» сказав: «На первый взгляд, „Не убивай его“ обладает всеми качествами стандартного оригинального хоррор-боевика от Syfy; диалоги часто смешны, последовательность действий возмутительна и описание относительно тонкое. Тем не менее, плюс в том, что фильм Мендеза определённо знает, чем является и как можно оторваться. Это особенно заметно в его начальной сцене, которая представляет собой безбашенное упражнение в чрезмерном ультранасилии».

### Общий консенсус
Фильм получил в основном положительные отзывы. По данным 13 опрошенных критиков на Rotten Tomatoes рейтинг одобрения составляет 92 %, средний рейтинг — 6,6 из 10.
Ноэль Мюррей из Los Angeles Times назвал этот фильм одним из «самых интересных фильмов Лундгрена за последние годы». Он похвалил сценаристов Дэна Берка и Роберта Ольсена за «умный рассказ о сверхъестественной силе, которая бездумно превращает своих человеческих носителей в смертоносный инструмент». И наоборот раскритиковал Майка Мендеза за монтаж, заявив, что «его многие, очень многие декорации слишком неуклюжи», но в положительной ноте похвалил его за быстрый темп и «легкость» фильма. Мэтт Донато из «We Got This Covered», оценил фильм в три звезды из пяти, заявив: «„Не убивай его“ — это какое-то самодельное безумие, которое оставляет больше разбросанных конечностей, чем перевернутый грузовик, украшенный под Хэллоуин». Он похвалил Лундгрена за его «приятное остроумие», сказав, что он зашёл «намного дальше, чем можно было ожидать».
Хейли Футч из «Collider», сказала, что «фильм представляет собой дерзкий лагерный парад с ведёрком низкосортного очарования, он подойдёт для поклонников лагерных кинотеатров и фильмов Лундгрена категории В, как погружение во что-то уютное и знакомое, но с долей сюрпризов». Соглашаясь с Донато, она выразилась: «Лундгрену редко удаётся так веселиться» в своих фильмах. И, как и другие, она говорила о «затишье во втором акте», в течение которого фильм переходит в «экспозицию и предысторию». Майкл Нордин из «The Village Voice» дал несколько отрицательный отзыв, заявив: «[Лундгрен], кажется, парит прямо над материалом, осознавая его глупость, но все же желая потакать ему. Те, кто ценит в фильмах прежде всего резню, будут в восторге, будто оказавшись в доме среди крови и кишок, но каждый, кто надеется на нечто большее, чем тайм-киллер, который, в курсе собственной нелепости, идёт по ложному следу».

## Возможное продолжение
Лундгрен заявил, что он готов к съёмкам продолжения, но предпочёл бы, чтобы у любого возможного продолжения был лучший менеджмент и «обладание большими ресурсами» под рукой. В том же духе Мендез сказал: «Люди так остро реагируют на фильм, и нас постоянно спрашивают: „Будет ли сиквел?“ О чём ещё мечтать? Были приключения раньше и будут приключения после, так что я надеюсь, что мы найдем спонсора, который захочет изучить это и осуществить, потому что мы тоже хотели бы».